# Torre Specchia
Torre Specchia (o Torre Specchia Ruggeri) è una torre di guardia del XVI secolo, che dà il nome all'omonima località balneare della provincia di Lecce (amministrativamente appartenente ai comuni di Melendugno e Vernole).

## Storia e descrizione
La torre compare nella cartografia antica fin dal XVI secolo. Originariamente indicata col nome di “Torre di capo dello Specchio”, viene attualmente chiamata Torre Specchia o Torre Specchia Ruggeri. Le parole "Specchio" o "Specchia" deriverebbero dal latino spècula, generalmente utilizzato per indicare postazioni sopraelevate dalla buona visuale (la torre è posta infatti su una scogliera a 5 metri sul livello del mare, la posizione più alta in tale località).
La torre è a pianta quadrata, ma presenta un corpo aggiuntivo a due piani risalente alla fine del XIX o inizio del XX secolo, periodo in cui l'area è stata interessata da interventi di consolidamento del costone roccioso. Il blocco originale risponde alle caratteristiche costruttive tipiche delle altre torri costiere del Regno di Napoli. La funzione della torre, proprio come le altre, era quella di permettere l'avvistamento e quindi la protezione da invasori stranieri, principalmente turchi e saraceni. Benché non vi siano informazioni certe circa l'anno di costruzione, né sul suo costruttore, nei registri storici è segnalata la presenza di un corpo di guardia già nel dicembre del 1566. In quanto torre di segnalazione costiera, fu edificata come le altre in una posizione tale da poter mantenere il contatto visivo con le due torri più prossime: Torre San Cataldo a nord (non più esistente) e Torre San Foca a sud.
La torre venne costruita a difesa del territorio che era costantemente minacciato dai turchi e i saraceni in arrivo dal mare. È stata adibita a presidio del Corpo forestale dello Stato fino agli anni '80. Ad oggi, la struttura (che costituisce il principale luogo d'interesse dell'omonima località) è inutilizzata.